# La infantesa (novel·la)
La infantesa (en rus: Детство) és la primera obra que publicà Lev Tolstoi. El març del 1851 té la idea d'escriure una gran novel·la autobiogràfica, composta de quatre parts: infantesa és la primera d'una història de quatre èpoques. Aquell mateix any, producte d'una llarga malaltia que va interrompre la seva activitat militar, començà la seva tasca. Acaba la narració el 2 de juliol del 1852 a Piatigorsk i uns dies després envia el manuscrit a Sant Petersburg, a la revista Sovremennik (El Contemporani) signant com L.N.T. on apareix en el seu número 9 amb el títol Història de la meva infantesa, el 6 de setembre del 1852.